# 李美敬
李美敬（イ・ミギョン、朝: 이미경、英: Miky Lee〈ミキー・リー〉、1958年4月8日 - ）は、大韓民国で活動する韓国系アメリカ人の実業家・映画プロデューサー。CJグループ副会長。アメリカ合衆国ミシガン州出身。

## 学歴
- 京畿女子高等学校 卒業（韓国）
- ソウル大学校 家政管理学科 学士（韓国）（1981年）
- ハーバード大学大学院 東アジア学 修士（アメリカ）（1987年）
- 復旦大学大学院 中国史学 博士（中国）（1992年）
- 淑明女子大学 経営学 名誉博士（韓国）（2006年）

## 来歴
1981年にソウル大学校を卒業。その後アメリカのハーバード大学大学院に留学していた頃、韓国に対する劣悪な認識に接し、「素晴らしい韓国の文化コンテンツを基に、外国人に韓国を正しく認識してもらわなければならない」という志を持つ。
1995年、第一製糖（現CJグループ）に入社。同年、第一製糖がハリウッドに映画会社ドリームワークスを共同設立する投資交渉を成功に導き、ドリームワークスの資本の30％に相当する3億ドルを第一製糖が投資したことから、ドリームワークス映画のアジアの配給権を獲得しコンテンツ事業の礎を築く。
映画製作ならびに投資、シネマコンプレックスを通じた配給の分野を拡大し、CJ E&M（現CJ ENM）の経営にも積極的に参加。また、音楽専門チャンネルMnetのオーディション番組『スーパースターK』などを成功させた他、コンベンション型韓流文化フェスティバル「KCON」を推進した。
2006年には世界女性賞経営部門を受賞。
ポン・ジュノ監督の『母なる証明』、『スノーピアサー』、『パラサイト 半地下の家族』、パク・チャヌク監督の『親切なクムジャさん』、『サイボーグでも大丈夫』、『渇き』、『お嬢さん』、キム・ジウン監督の『グッド・バッド・ウィアード』などの映画に、エグゼクティブ・プロデューサーあるいは製作総指揮として参加している（全て配給はCJエンタテインメント）。

## 経歴
- 1995年：第一製糖（現CJグループ）入社
- 1998年：CJエンタテインメント マルチメディア事業部 取締役
- 1999年：CJエンタテインメント 事業部 常務補
- 2002年：CJエンタテインメント 事業部 常務
- 2005年：CJアメリカ 副会長
- 2005年：CJメディア 副会長
- 2007年：芸術の殿堂 副会長
- 2011年 - 現在：CJグループ副会長
- CJ E&M 総括副会長
- 2017年7月 - 現在：アメリカ映画芸術科学アカデミー（AMPAS）会員
- CJ ENM 総括副会長

## 親族
- 祖父：李秉喆（1909年 - 1987年） - サムスングループおよびCJグループ創業者
- 祖母：朴杜乙（1907年 - 1999年）
  - 父：李孟熙（1932年 - 2015年） - CJグループ名誉総裁
  - 母：孫福南（1934年 - ）
  - 叔父：孫京植（1939年 - ） - CJグループ代表取締役
    - 前配偶者：김석기（1957年 - ）
    - 弟：李在賢（1961年 - ） - CJグループ会長
      - 甥：이경후（1985年 - ）
      - 甥：이선호（1990年 - ）

    - 弟：李在煥（1962年 - ）- CJパワーキャスト代表
      - 甥：이소혜（1992年 - ）
      - 甥：이호준（2000年 - ）

## 受賞歴
- 1997年：ダボス世界経済フォーラム 次世代リーダー100人
- 2005年 - 2015年：大衆文化パワーリーダー30
  - 2005年（2位） / 2006年 - 2010年（1位）[11] / 2011年 - 2012年（2位）[11] / 2013年 - 2014年（1位） / 2015年（5位）[12]
- 2006年：世界女性賞 経済部門[13]
- 2007年：韓国能率協会 韓国の経営者賞[14]
- 2012年：フォーブス アジアのパワービジネスウーマン50人[15]
- 2014年：フォーブス アジアのパワービジネスウーマン50人[16]
- 2014年：クロアチア政府勲章(Red Danice hrvatske s likom Blaza Lorkovica)[17]
- 2018年：世界銀行「女性起業家資金イニシアティブ リーダーシップグループ」選定[18]